# Дубрава (Брестская область)
Дубра́ва, Дуброва (бел. Дубрава) — деревня в Брестском районе Брестской области Беларуси. Входит в состав Знаменского сельсовета. Расположена за агрогородком Медно, в 43 км по автодорогам к югу от Бреста и в 15 км по автодорогам к востоку от центра сельсовета, в 14 км восточнее границы с Польшей. Население — 41 человек (2019).

## История
В начале XX века известна как лесная сторожка Каменицко-Жировецкой волости Брестского уезда Гродненской губернии, в 1900 году работала лесопилка.
После Рижского мирного договора 1921 года — в составе гмины Каменица-Жировецкая Брестского повята Полесского воеводства Польши. С 1939 года — в составе БССР, в 1940 году — 16 дворов. Почти вся деревня была сожжена в апреле 1943 года, погибло 2 жителя.